# Ronggo
Ronggo is een bestuurslaag in het regentschap Pati van de provincie Midden-Java, Indonesië. Ronggo telt 4661 inwoners (volkstelling 2010).